# Itajobi (kommun)
Itajobi är en kommun i Brasilien.   Den ligger i delstaten São Paulo, i den sydöstra delen av landet, 600 km söder om huvudstaden Brasília. Antalet invånare är 14 553.
Följande samhällen finns i Itajobi:
- Itajobi

Omgivningarna runt Itajobi är en mosaik av jordbruksmark och naturlig växtlighet. Runt Itajobi är det ganska glesbefolkat, med 38 invånare per kvadratkilometer.